# Jimena
Jimena é um município da Espanha na província de Jaén, comunidade autónoma da Andaluzia, de área 48 km² com população de 1507 habitantes (2005) e densidade populacional de 31,09 hab/km².

## Demografia
| Variação demográfica do município entre 1991 e 2004 | Variação demográfica do município entre 1991 e 2004 | Variação demográfica do município entre 1991 e 2004 | Variação demográfica do município entre 1991 e 2004 |
| --------------------------------------------------- | --------------------------------------------------- | --------------------------------------------------- | --------------------------------------------------- |
| 1991                                                | 1996                                                | 2001                                                | 2004                                                |
| 1669                                                | 1604                                                | 1514                                                | 1500                                                |